# Carrer de Sant Pere (Gavà)
El Carrer de Sant Pere és un carrer a la ciutat de Gavà (Baix Llobregat) catalogat a l'Inventari del Patrimoni Arquitectònic de Catalunya. Aquest carrer era el límit del poble pel Nord en el s. XVII, quan Gavà s'estructurà entorn de dos eixos centrals: el carrer Major i el carrer Cap de creus. L'any 1855 aquest comptava amb quaranta-tres cases. Com a elements més representatius hi ha: Casa Sanfeliu (1879); Can Cañas (1865) i del mateix any Can Margarit. El núm. 27 (1879) fou des del 1906 fins al 1927 l'ajuntament de la vila. Aquest conjunt presenta una autèntica barreja tipològica, convivint cases d'una gran senzillesa estilística amb edificis d'una certa entitat com, per exemple és la casa núm.-27, l'antic Ajuntament de Gavà. Edifici cantoner, planta rectangular, planta baixa, dos pisos i terrat. Obertures allindanades i arc carpanell i cartel·les amb modilló. Planta baixa amb arrebossat a manera de paredat comú. Balustre amb barana de ceràmica.